# Scania neuquensis
Scania neuquensis là một loài bướm đêm thuộc họ Noctuidae. Nó được tìm thấy ở Maule, Araucanía và vùng Magallanes và Antartica Chilenas của Chile và Bariloche, Neuquén và San Martín de los Andes in Argentina.
Sải cánh dài 32–36 mm. Con trưởng thành bay vào tháng 2.
Ấu trùng ăn các loài Polipodiidae.